# 焦点距離

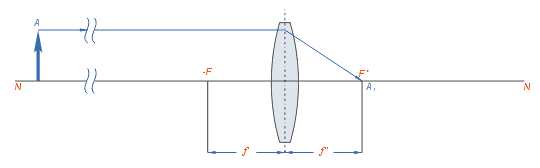
図1　焦点距離の概略図

焦点距離（しょうてんきょり、英: focal length, {\displaystyle {\boldsymbol {f}}}）は主点と焦点との距離である。
光学系に対して光軸に平行な光線が入射する場合を考える。光学系を出た後の光線を逆向きに延長した直線を引き、それが光学系に入る前の光線と交わる点から光軸上に下ろした垂線の足が主点であり、そこから焦点までの距離が焦点距離である。

## 単レンズの焦点距離
空気中の単レンズの焦点
求められる（ただし近軸光線に限った近似式であることが証明されている）。
1/f=(n-1){1/r1-1/r2+(n-1)d/(nr1r2)}
n: レンズ材質の屈折率
r1, r2: レンズの曲率半径 (正負があることに注意)
d: レンズの厚さ
分母の第2項 (レンズの厚さの関係する項目) は近似計算では0にすることがある。
屈折率の高い材質のレンズ、曲率半径の小さいレンズが焦点距離が短い。
一般に焦点距離が短いほど実像の大きさが小さくなり、虚像の大きさは大きくなる。
眼鏡では、焦点距離（メートル）の逆数で屈折力を表し、ディオプトリ（ディオプター）という単位を用いる。

## 複数レンズの合成焦点距離

図2　さまざまなカメラレンズの焦点距離。図中 f' が焦点距離、面 H'-H' が主面である。

写真レンズのように複数のレンズで構成されるものでは合成の焦点距離をさす。
光学系全体の主点が光学系の外に位置する場合があるため、一概に鏡筒が長いレンズほど焦点距離が長いわけではない（図2の3では物側、4では像側の外側に主点が置かれている）。

さまざまなレンズの焦点距離
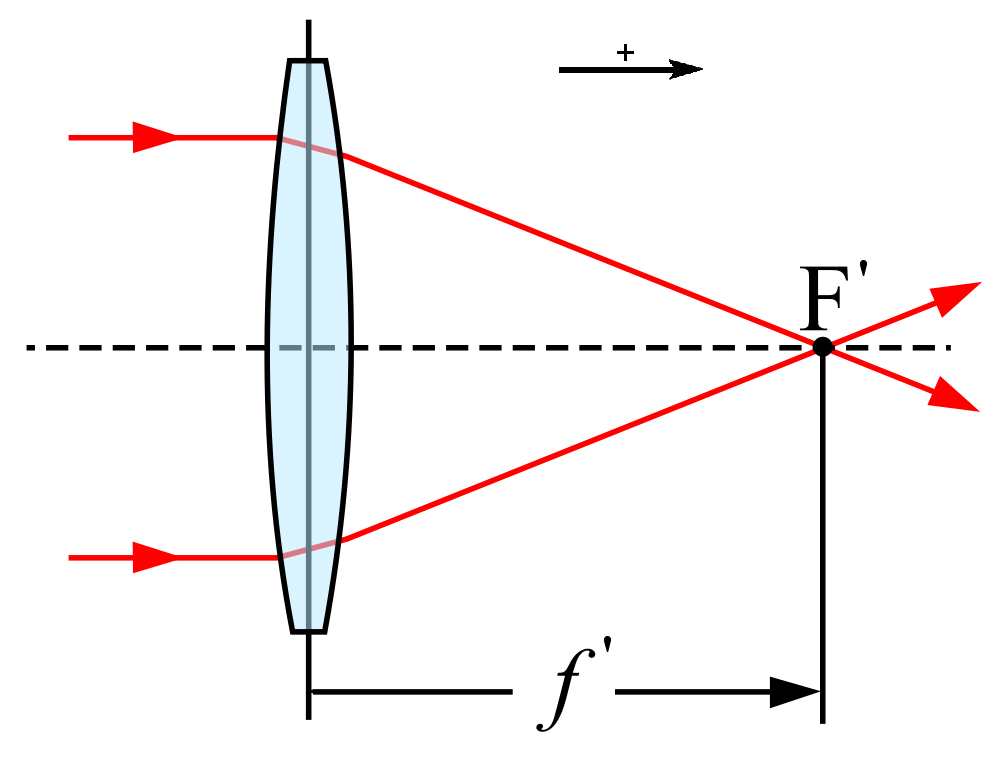
凸レンズ
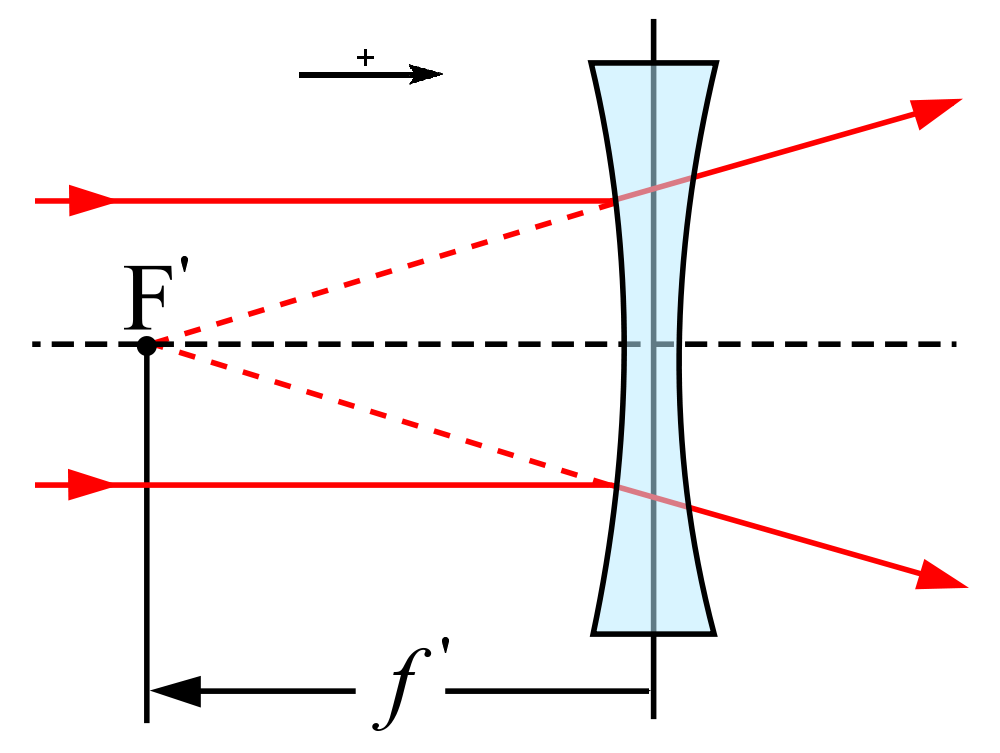
凹レンズ
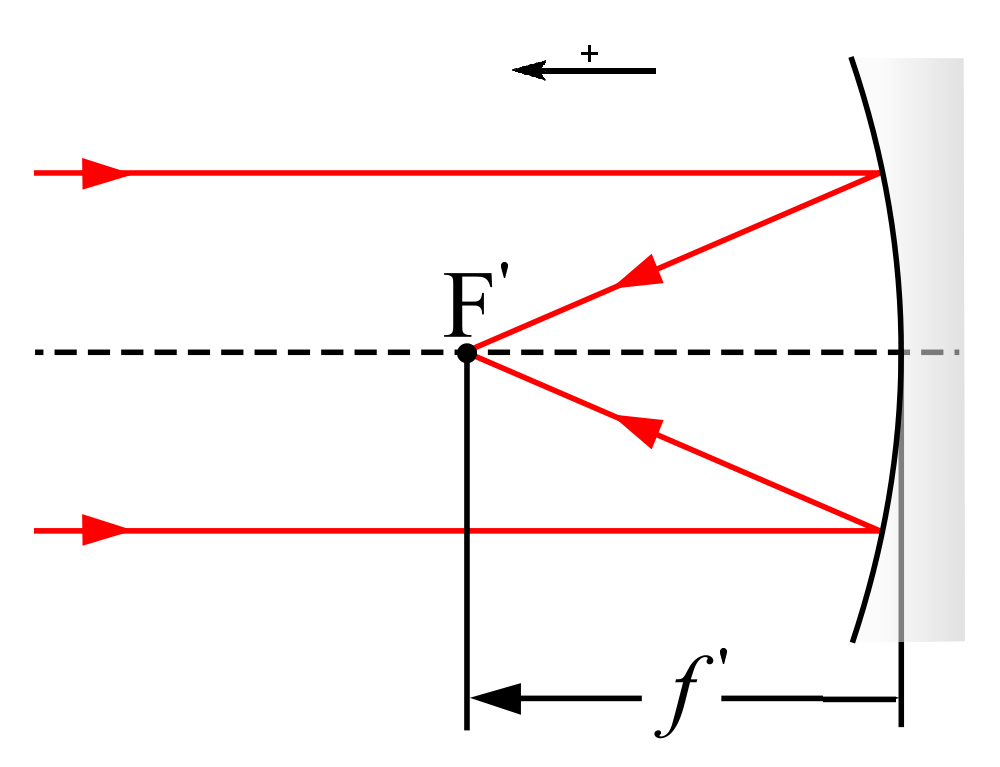
凹面鏡
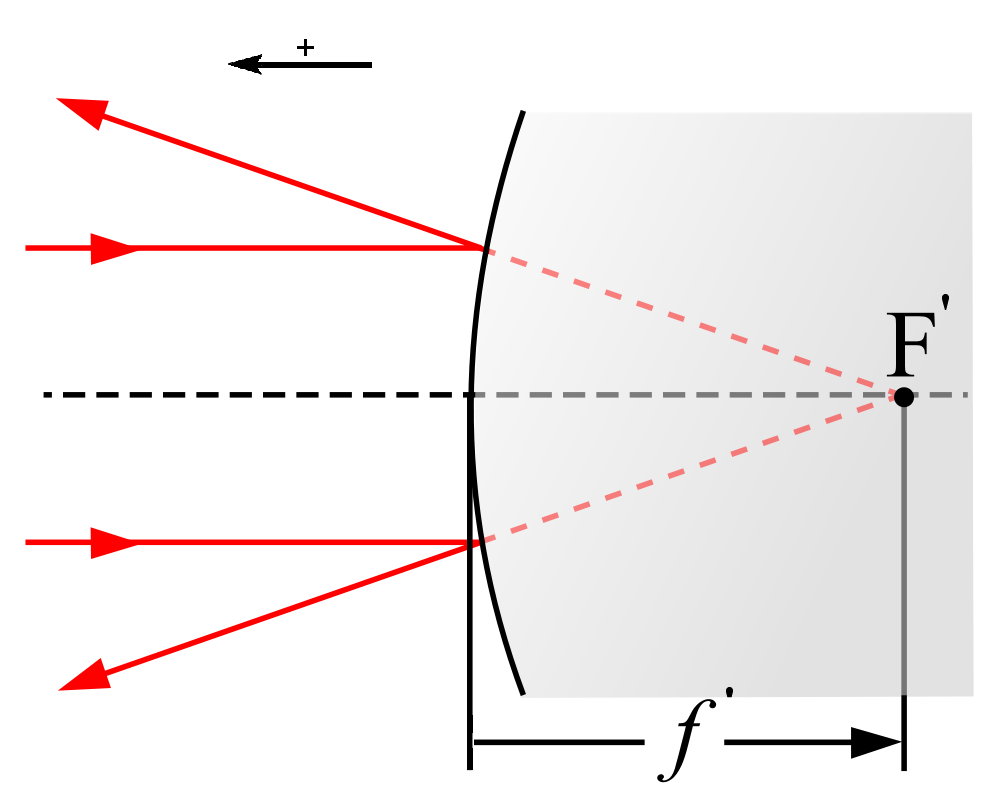
凸面鏡